# Marchés en pays Bamiléké
Les Marchés Bamiléké jouent un rôle central dans la vie économique et sociale des Bamiléké, une population de l'Ouest-Cameroun.
Ce sont des institutions économiques et sociales complexes, dont l'histoire est marquée par des échanges diversifiés, des influences extérieures et une adaptation constante aux mutations économiques. Ils demeurent un élément essentiel de l'identité et du dynamisme de cette population.

## Importance et particularités
Les Bamiléké sont réputés pour leur assiduité aux marchés, où ils se rendent dès leur plus jeune âge pour vendre ou acheter.
Avant la période européenne, de nombreux villages Bamiléké possédaient plusieurs sites de marchés, témoignant de l'importance des infrastructures économiques.
Les marchés Bamiléké ont des jours spécifiques. Par exemple, Nzeunjio est un jour férié à Bamena dédié au grand marché de Bandjoun et de Balengou. Nli ntio est le jour du grand marché de Batchingou et de Kamma.

## Organisation et structure
Les jours de marché pouvaient être fixés arbitrairement par les autorités administratives, comme ce fut le cas à Bangangté.
Il existait deux types de lieux d'échanges commerciaux importants :
- Les marchés des villages périphériques (ouest et sud du plateau Bamiléké).

- Les points de commerce dominants à l'intérieur du plateau.

Certains marchés périphériques, comme ceux de Bandounga et Bazou, étaient situés sur des routes commerciales importantes reliant Yabassi à Foumban. Le marché de Bazou avait une influence sur plusieurs villages, servant de relais pour les transactions commerciales.

## Marchandises
Les échanges portaient sur une variété de produits agricoles (maïs, arachide, igname, plantain, banane), de produits de l'artisanat (pipes, vaisselle en argile, objets de forge), de produits d'origine extérieure (sel, cotonnades, perles).
La kola était une marchandise d'échange importante, avec des centres de collecte à Kamna, Bazou et Bandoumga.
La période coloniale allemande a favorisé l'ouverture des frontières et le développement du commerce. Les anglais ayant introduit des unités de mesure telles que le gallon, le pint, la tine ou krou, et le yard. Le cauri était une monnaie largement utilisée dans les échanges avant l'introduction des monnaies européennes. Les monnaies européennes ont progressivement été introduites, mais les cauris sont restés en usage jusqu'en 1911.

## Évolution historique
Dans la période pré-coloniale, les marchés étaient des unités commerciales vivantes avec un rayon d'action variable selon les transactions.
Les échanges commerciaux s'étendaient sur de longues distances, comme en témoigne la présence de cauris et de marchandises européennes avant la pénétration européenne.
Les Bamiléké étaient intégrés dans des réseaux commerciaux triangulaires. Des routes commerciales reliant les hauts plateaux Bamiléké à la côte, notamment Douala et Calabar, via Yabassi et le Nord-Cameroun.

## Impact économique et social
Développement économique : Le commerce a favorisé l'enrichissement des populations et le développement de spécialisations artisanales.
Échanges culturels : Les marchés ont permis la diffusion de nouvelles plantes, de nouvelles techniques et d'idées.
Les chefs de village assuraient l'ordre sur les marchés et réglaient les litiges commerciaux.
De nombreux villages Bamiléké étaient impliqués dans la traite des esclaves, soit comme pourvoyeurs, soit comme victimes. Ce commerce des esclaves a eu un impact sur le développement commercial des Bamiléké, en favorisant la circulation des produits et l'introduction de nouvelles plantes.